# Davyhurst
Davyhurst is een plaats in de regio Goldfields-Esperance in West-Australië.
In de jaren 1890 vond een goldrush plaats in de streek en ontstonden verscheidene dorpen.
Toen in 1900 beslist werd het dorp te stichten stond het bekend als 'Mace's Find' en 'Davyston'. Het werd in 1901 officieel gesticht en Davyhurst genoemd, vermoedelijk naar een mijnwerker.
Davyhurst maakt deel uit van het lokale bestuursgebied (LGA) Shire of Menzies. Het ligt 680 kilometer ten oostnoordoosten van de West-Australische hoofdstad Perth, 128 kilometer ten noordwesten van het aan de Goldfields Highway gelegen Kalgoorlie en 66 kilometer ten zuidwesten van Menzies, de hoofdplaats van het lokale bestuursgebied waarvan het deel uitmaakt. Er wordt nog steeds naar goud gedolven.
Davyhurst kent een warm steppeklimaat, BSh volgens de klimaatclassificatie van Köppen.